# Monument de la victoire de Bolzano
Pour les articles homonymes, voir Monument de la Victoire (homonymie).

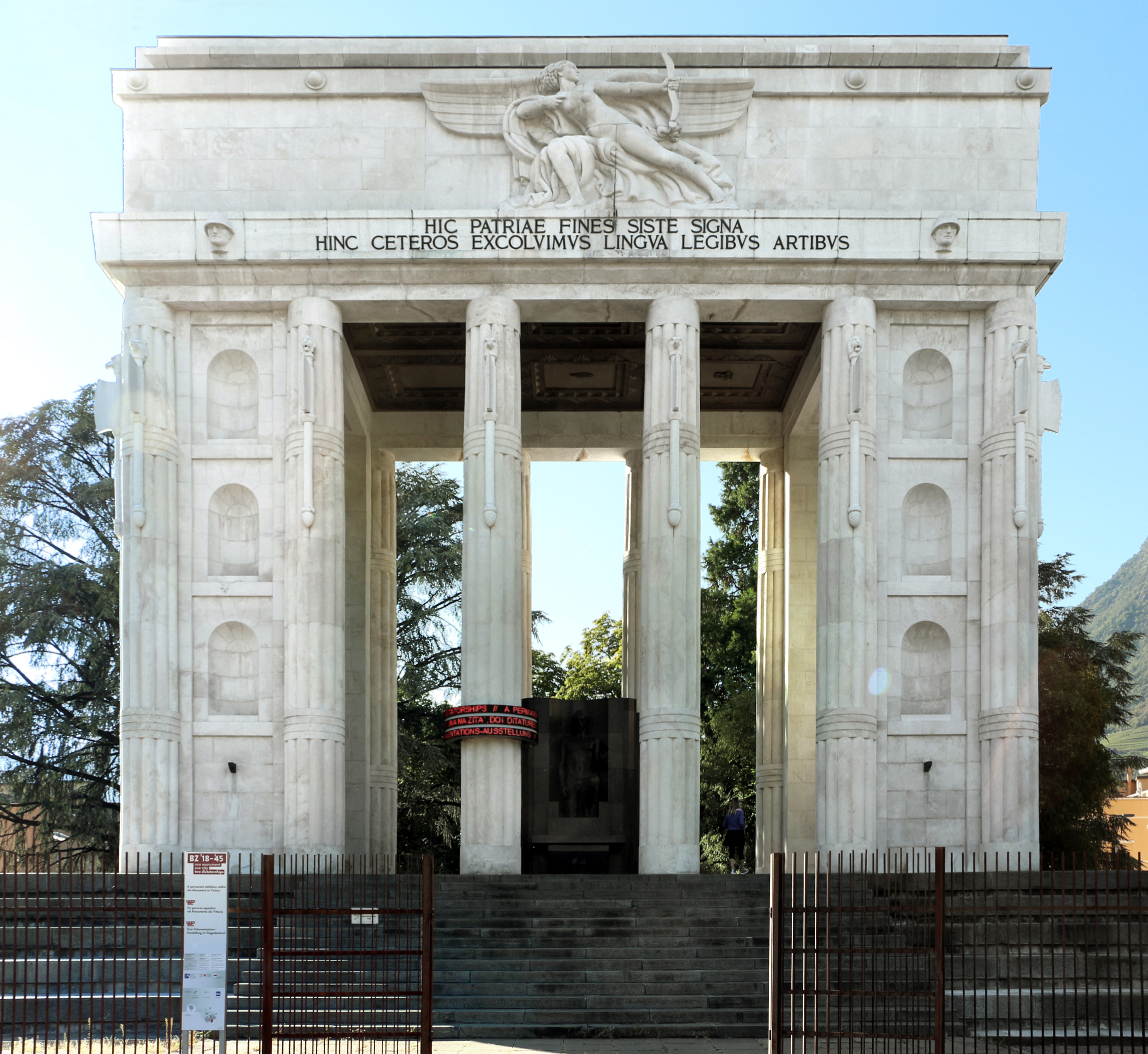
Monument de la victoire de Bolzano

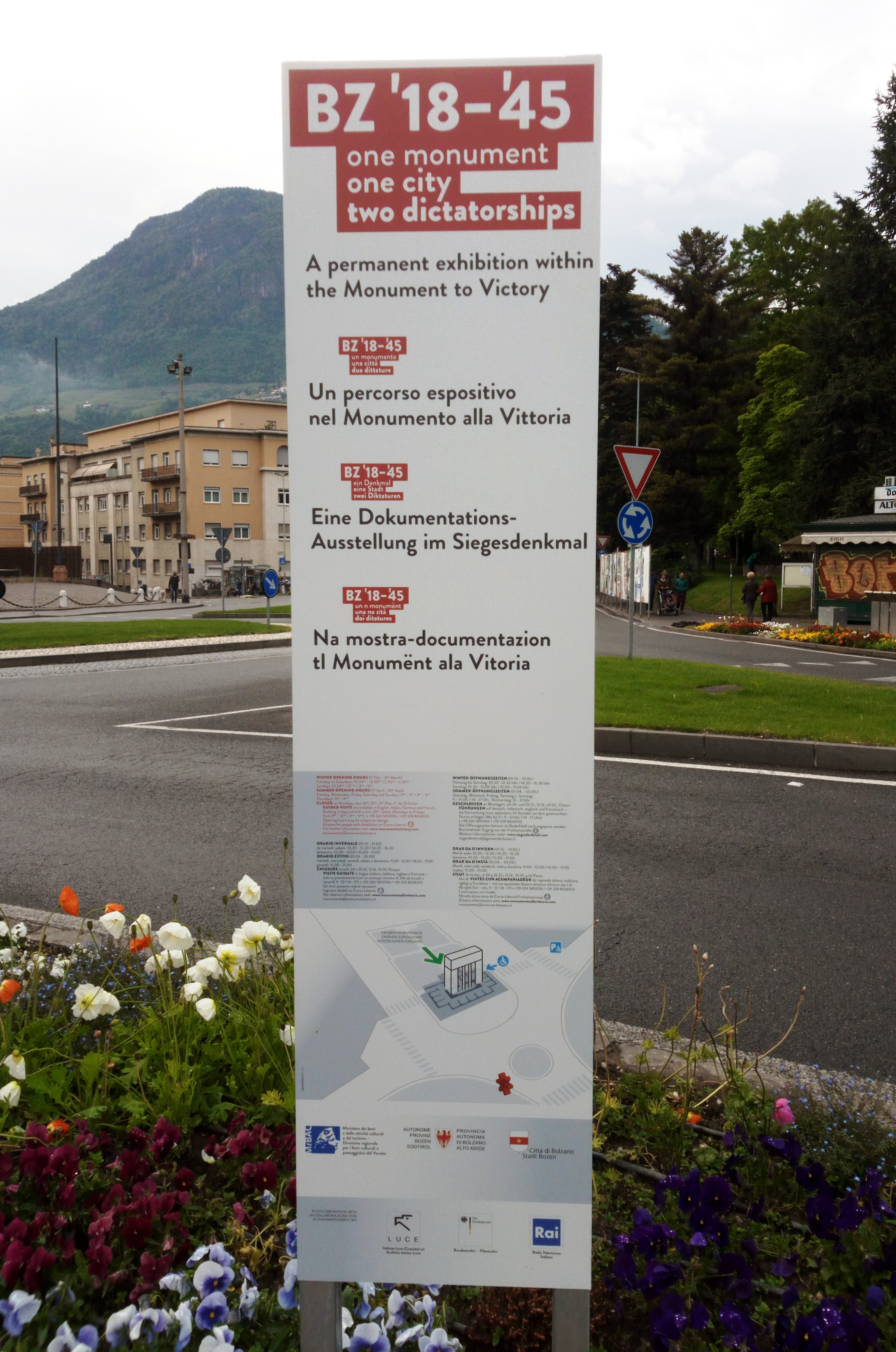
Panneau multilingue de l'exposition «BZ '18–'45: One Monument, One City, Two Dictatorships»

Le monument de la victoire de Bolzano est un monument de Bolzano, en Italie du Nord, dans le Trentin-Haut-Adige. Il est érigé sur l'ordre de Benito Mussolini dans une province d'abord autrichienne, la province autonome de Bolzano, qui a été annexée par l'Italie après la première guerre mondiale. La porte de la victoire, large de 19 mètres est conçue par l'architecte Marcello Piacentini et prend la place d'un ancien monument autrichien, détruit en 1926-1927. La construction, de style fasciste, reconnaissable aux colonnes à licteurs, est dédiée aux martyres de la première guerre.
Le monument est inauguré le 12 juillet 1928 par le roi Victor Emmanuel III et plusieurs représentants du gouvernement fasciste.

Cette maxime latine orne la façade : 
« HIC PATRIAE FINES SISTE SIGNA / HINC CETEROS EXCOLVIMVS LINGVA LEGIBVS ARTIBVS »
« Ici, au seuil de la patrie, nous avons planté notre drapeau. Et d'ici, nous avons éduqué autrui à la langue, aux lois et aux arts. »
L'inscription est perçue comme une provocation par la population germanophone de la province du Sud Tyrol. 10 000 manifestants protestent à Innsbruck lors de l'inauguration du monument.
Depuis son érection, le monument de la victoire est resté une pierre d'achoppement dans les relations entre les communautés italophones et germanophones de la région. Plusieurs groupes séparatistes du Tyrol du Sud tentent de le faire exploser à la fin des années 1970, et le monument a ensuite été ceint d'une grille pour empêcher tout vandalisme.
Une décision conjointe du ministère italien de la Culture, du gouvernement de la province du Sud Tyrol et de la municipalité de Bolzano permet, en 2014, la réouverture du bâtiment au public. Il accueille depuis une exposition permanente intitulée BZ '18-'45 : un monument, une ville, deux dictatures consacrée à l'histoire du monument, dans le contexte du fascisme et de l'occupation nazie.
En 2016, le Prix du musée européen de l'année décerne une mention spéciale du jury à l'exposition, qui « réintègre un monument controversé, qui a longtemps été l'enjeu de batailles politiques, culturelles et identitaires dans la région. Ce projet est une initiative éminemment courageuse et professionnelle pour promouvoir l'humanisme, la tolérance et la démocratie ».